# Терискей
Терискей (каз. Теріскей) — упразднённое село в Сузакском районе Южно-Казахстанской области Казахстана. Входило в состав Чулаккурганского сельского округа. Исключено из учётных данных в 2017 г. Код КАТО — 515630700.

## Население
В 1999 году население села составляло 3720 человек (1886 мужчин и 1834 женщины). По данным переписи 2009 года, в селе проживало 4536 человек (2287 мужчин и 2249 женщин).